# Alnarptal

Die südschwedische Provinz Skåne län

Das Alnarptal (auch „Alnarp-Tal“; schwedisch Alnarpsfloden, „Alnarp-Strom“ oder Bärnstensfloden, „Bernsteinstrom“) ist ein an der Oberfläche nicht erkennbares Urstromtal in der südschwedischen Provinz Skåne län und der historischen Provinz Schonen.

## Lage
Das Tal liegt im südwestlichen Schonen, im Gebiet südwestlich des Romeleåsen. Unterirdische Kieslager existieren auf einer von Südosten nach Nordwesten verlaufenden Strecke, beginnend etwa 16 Kilometer westlich von Ystad bei Skivarp in der Gemeinde Skurup, über Börringe und Klågerup (Gemeinde Svedala), Alnarp (Gemeinde Lomma), nach Landskrona und Ven, in einer Tiefe von rund 30 Metern. Das Tal selbst ist etwa 40 Meter tief und bis zu 5 Kilometer breit. Entdeckt wurde es zu Beginn des 20. Jahrhunderts von dem schwedischen Geologen Nils Olof Holst (1846–1918).

## Geologie
Das Besondere an diesem Tal ist seine Verfüllung mit fossilreichen Sedimenten, zwischen denen sich auch Baltischer Bernstein in beachtlicher Menge befindet. Dieser Inhalt hat die Frage nach der Entstehung des Tals und der Herkunft des Füllmaterials aufgeworfen. Der Entdecker des Tals ging davon aus, dass es sich um einen Flusslauf im Gewässersystem der Weichsel gehandelt hat. Über diesen Flusslauf sei unter anderem Bernstein aus dem baltischen Gebiet nach Südschweden gelangt und hier abgelagert worden. Untersuchungen in den 1970er Jahren mittels der C14-Methode ergaben für diese Ablagerungen ein Alter von rund 35.000 Jahren. Zu dieser Zeit war das Gebiet der heutigen Ostsee noch landfest, so dass dieser Befund als Indiz für die Richtigkeit der von Holst aufgestellte Theorie gewertet werden kann.
Nach Stürmen an die Nordostküste Seelands gespülter Bernstein stammt zum größten Teil aus dem Vorkommen des Alnarptals.